# 腓特烈·安東 (施瓦茨堡-魯多爾施塔特)
腓特烈·安東（德語：Friedrich Anton，1692年8月14日—1744年9月1日），施瓦茨堡-魯多爾施塔特親王，1718年至1744年在位。

## 家庭
1720年，腓特烈·安東與薩克森-科堡-薩爾費爾德公爵約翰·恩斯特的女兒索菲·威廉明妮結婚，兩人共有1子1女：
1. 約翰·腓特烈（1721年—1767年）
2. 索菲·阿爾貝汀（1724年—1799年）